# Еемі Тервапортті
Еемі Арйо Тапані Тервапортті (фін. Eemi Tapani Tervaportti; нар. 26 липня 1989, Еется) — фінський волейболіст, пасувальник, гравець національної збірної та українського клубу СК «Епіцентр-Подоляни» з Городка на Хмельниччині.

## Життєпис
Народжений 26 липня 1989 року в Еется (нині у складі м. Састамала).
Грав у фінських клубах «Іску-Вейкот» (Valkeakosken Isku-Veikot, Валкеакоскі, 2006—2007), «Лойму» (Loimu, Райсіо, 2007—2009), «Сан Воллей» (Sun Volley, Оулу, 2009—2010), французьких «Авіньйон Воллей-Болл» (Avignon Volley-Ball, 2011—2011), «Аяччо» (GFC Ajaccio VB, 2011—2012) і «Stade Poitevin Poitiers» (2016—2017), бельгійському «Кнак Рандстанд» (Knack Randstad, Руселаре, 2012—2015), турецькому «Ґалатасараї» (Стамбул, 2015—2016), польському «Еспадоні» (Щецин, 2017—2018), грецькому «Олімпіакосі» (Пірей, 2018—2020).
У червні 2020 року став гравцем польського клубу «Ястшембський Венґель». Після здобуття перемоги в першості Польщі став першим, з яким керівництво клубу продовжило угоду. Під час чемпіонського сезону був змінником основного розігруючого та капітана команди Лукаса Кампи.
Під час матчу своєї збірної з іспанцями на Євро 2021 зазнав травми, тому на початку жовтня клуб уклав короткотермінову угоду з Кшиштофом Беньковським (Krzysztof Bieńkowski).

### Досягнення
Клубні
- чемпіон Фінляндії 2010,
- чемпіон Бельгії: 2013, 2014,
- чемпіон Греції 2019,
- чемпіон Польщі 2021[4],
- володар Кубка України 2024[7].

Особисті
- кращий гравець Фінляндії 2010,
- кращий волейболіст Фінляндії: 2015, 2017, 2019.